# Double Vol
Double Vol est la neuvième histoire de la série Natacha de François Walthéry et Mittéï, sous le pseudonyme de Hao. Elle est publiée pour la première fois du no 1928 du 27 mars 1975 au no 1937 du 29 mai 1975 du journal Spirou. L'album éponyme qui est le cinquième de la série est publié en 1976. L'album est complété par une intrigue policière imaginée par Jacques Stoquart Un tour de passe-passe parue dans du n° no 1964 du 29 décembre 1975 au no 1969 du 8 janvier 1976 du journal Spirou et la troisième histoire de Natacha qui est une courte histoire de Noël écrite par Gos L'étoile du berger paru dans le n° no 1706 du 24 décembre 1970 du journal Spirou.

## Résumé
Natacha, visiblement nerveuse, prend son service avec Walter sur un avion piloté par le commandant Turbo. À l'aide d'une « cafetière » – qui fait des trous –, elle détourne l'avion ! Les tentatives de Turbo pour la neutraliser sont sans succès, la belle semble déterminée…

### Documentation
- Patrick Pinchart, « Natacha prend son envol », dans Natacha t. 2 : Envol vers l'aventure, Dupuis, août 2008, 160 p. (ISBN 978-2-8001-4118-3), p. 3-23.